# Нижньосірогозька районна рада
Нижньосірогозька райо́нна ра́да — районна рада Нижньосірогозького району Херсонської області. Адміністративний центр — смт Нижні Сірогози.

## Склад ради
Загальний склад ради: 28 депутатів.

### Голова
Мельничук Володимир Іванович (нар. 1951) — голова Нижньосірогозької районної ради від 31 жовтня 2010 року (на другому терміні).

#### Голови районної ради (з 2006 року)
| ПІБ                          | Основні відомості                                                               | Дата обрання | Дата звільнення |
| ---------------------------- | ------------------------------------------------------------------------------- | ------------ | --------------- |
| Мельничук Володимир Іванович | Голова районної ради, 1951 року народження, член «Партії регіонів»              | 26.03.2006   | 31.10.2010      |
| Мельничук Володимир Іванович | Голова районної ради, 1951 року народження, освіта вища, член «Партії регіонів» | 31.10.2010   |                 |

Примітка: таблиця складена за даними джерела